# Oslobođenje
Oslobođenje (wat 'bevrijding' betekent) is een dagblad dat verschijnt in Bosnië en Herzegovina en waarvan de redactie zetelt in Sarajevo. De krant werd in 1943 opgericht als antinaziblad en bleef verschijnen tijdens het beleg van Sarajevo. Het blad is sinds 2002 eigendom van de werknemers en een Duitse investeringspartner.
Vlak voor de Joegoslavische burgeroorlog had het blad een oplage van 80.000, die daalde tot 3500 tijdens het beleg van Sarajewo (1992-1995) en de vernietiging van het bovengrondse deel van het 10 verdiepingen tellende pand van het blad. De oplage is nu (2005) ongeveer 20.000.

## Oprichter
Oprichter en eerste hoofdredacteur van de krant was Rodoljub Čolaković (1900-1983), een latere Bosnische premier, die vóór de oorlog 12 jaar in de gevangenis had gezeten wegens terrorisme tegen het vooroorlogse Joegoslavische bewind.

## Beleg van Sarajevo

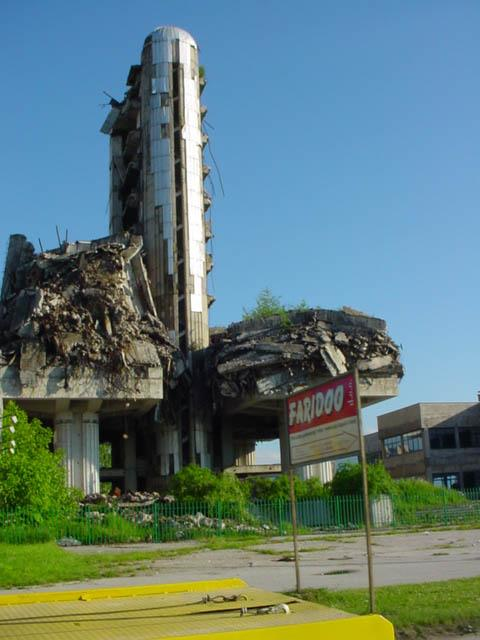
Voormalig gebouw van de krant van Sarajevo Oslobođenje. Het gebouw is een monument geworden na de 4-jarige omsingeling van Sarajevo

Gedurende het beleg van Sarajevo stierven vijf redacteuren van Oslobođenje en raakten er 25 gewond. De hoofdredacteuren uit die tijd, Kemal Kurspahić (hoofdredacteur 1988-1994) en Gordana Knezević, werden uitgeroepen tot "Internationale Hoofdredacteuren van het Jaar" door de World Press Review. De krant miste slechts één verschijningsdag tijdens het beleg.
De krant kreeg tijdens het beleg veel steun van Verslaggevers Zonder Grenzen en onder meer via een actie uit Nederland met medewerking van Het Parool en de Nederlandse Vereniging van Journalisten.

## Onderscheidingen
Oslobođenje ontving in 1993 de Sacharovprijs voor de Vrijheid van Denken van het Europees Parlement. De Sacharovprijs is bestemd voor personen en organisaties die zich wijden aan de bescherming van de rechten en fundamentele vrijheden van de mens.
In 1997 werd Oslobođenje samen met de Joegoslavische Naša Borba en Kroatische Feral Tribune onderscheiden met de internationale Gouden Pen van de Vrijheid die jaarlijks door de World Association of Newspapers wordt toegekend.